# Slowly
 (octobre 2022).
La mise en forme du texte ne suit pas les recommandations de Wikipédia : il faut le « wikifier ».
Les points d'amélioration suivants sont les cas les plus fréquents. Le détail des points à revoir est peut-être précisé sur la page de discussion.
- Les titres sont pré-formatés par le logiciel. Ils ne sont ni en capitales, ni en gras.
- Le texte ne doit pas être écrit en capitales (les noms de famille non plus), ni en gras, ni en italique, ni en « petit »…
- Le gras n'est utilisé que pour surligner le titre de l'article dans l'introduction, une seule fois.
- L'italique est rarement utilisé : mots en langue étrangère, titres d'œuvres, noms de bateaux, etc.
- Les citations ne sont pas en italique mais en corps de texte normal. Elles sont entourées par des guillemets français : « et ».
- Les listes à puces sont à éviter, des paragraphes rédigés étant largement préférés. Les tableaux sont à réserver à la présentation de données structurées (résultats, etc.).
- Les appels de note de bas de page (petits chiffres en exposant, introduits par l'outil «  Source ») sont à placer entre la fin de phrase et le point final[comme ça].
- Les liens internes (vers d'autres articles de Wikipédia) sont à choisir avec parcimonie. Créez des liens vers des articles approfondissant le sujet. Les termes génériques sans rapport avec le sujet sont à éviter, ainsi que les répétitions de liens vers un même terme.
- Les liens externes sont à placer uniquement dans une section « Liens externes », à la fin de l'article. Ces liens sont à choisir avec parcimonie suivant les règles définies. Si un lien sert de source à l'article, son insertion dans le texte est à faire par les notes de bas de page.
- La présentation des références doit suivre les conventions bibliographiques. Il est recommandé d'utiliser les modèles {{Ouvrage}}, {{Chapitre}}, {{Article}}, {{Lien web}} et/ou {{Bibliographie}}. Le mode d'édition visuel peut mettre en forme automatiquement les références.
- Insérer une infobox (cadre d'informations à droite) n'est pas obligatoire pour parachever la mise en page.

Pour une aide détaillée, merci de consulter Aide:Wikification.
Si vous pensez que ces points ont été résolus, vous pouvez retirer ce bandeau et améliorer la mise en forme d'un autre article.
 (octobre 2022).
Slowly (stylisé en SLOWLY) est un réseau social basé sur la géolocalisation qui permet aux utilisateurs d'échanger avec un certain délai des messages appelés « lettres ». Le délai pris pour délivrer le message dépend de la distance entre l'envoyeur et le receveur.

## Histoire
Slowly est sorti pour iOS en 2017 et pour Android un an plus tard. L'application a été présenté comme « Appli du Jour » de l'App Store dans plus de 30 pays à travers le monde,. L'application a aussi été récompensée « Meilleure découverte » 2019 par Google Play.
L'application web Slowly est lancée avec la version 5.0. En 2020, des fonctionnalités comme le mode sombre, la possibilité d'échanger des notes vocales et l'envoi de lettre sans que cela n'affecte le ration envoyé:reçu de l'utilisateur ont été introduits dans la version 6.0 de l'application. Une offre d'adhésion au service SLOWLY PLUS a aussi été ajouté ce qui permet aux membres de doubler leur quotas de nombre d'amis, d'exclusion de sujets ou de pays et de partage de photos.

## Utilisation
Pour utiliser l'application, l'utilisateur doit s'enregistrer avec un surnom et un avatar de lui-même. Les utilisateurs peuvent ensuite chercher manuellement ou automatiquement (avec le système d'« auto-match ») des correspondants.
L'utilisateur peut trier ses recherches grâce à différents filtres comme les centres d'intérêts communs, les langues parlées ou encore les pays.
Les « Règles de la maison » doivent être acceptées pour utiliser l'application. Ces règles, basées sur les conditions d'utilisation, permettent de garantir un cadre social sain.
Lorsque l'utilisateur a trouvé un correspondant, il rédige alors une lettre virtuelle qui prendra entre 30 minutes et 60 heures avant d'arriver à destination. Une collection de timbres virtuels permet d'agrémenter ses lettres. Il existe une très large gamme de timbres basée sur les emplacements, les journées nationales ou internationales. Une boutique dédiée permet également d'acheter des timbres spéciaux.
Les lettres peuvent contenir des photos et des notes vocales si les deux correspondants se donnent leur accord.
Une version web de Slowly existe et permet aux utilisateurs de retrouver leur interface depuis un ordinateur. Pour se connecter, il faut utiliser un QR code généré à partir de l'application.